# Јелашје
Јелашје је насељено мјесто у граду Високом, Босна и Херцеговина.

## Становништво
|             | 2013.       | 1991.        | 1981.        | 1971.        |
| Укупно      | 55 (100,0%) | 67 (100,0%)  | 136 (100,0%) | 119 (100,0%) |
| Бошњаци     | 55 (100,0%) | 55 (82,09%)1 | 86 (63,24%)1 | 54 (45,38%)1 |
| Срби        | –           | 12 (17,91%)  | 40 (29,41%)  | 63 (52,94%)  |
| Југословени | –           | –            | 9 (6,618%)   | –            |
| Остали      | –           | –            | 1 (0,735%)   | 2 (1,681%)   |

1. 1 На пописима од 1971. до 1991. Бошњаци су пописивани углавном као Муслимани.